# Carlos Martínez Sarasola
Carlos Martínez Sarasola (Flores, 1949-Buenos Aires, 29 de mayo de 2018) fue un antropólogo argentino, licenciado en la Universidad de Buenos Aires en 1974, especializado en los estudios indígenas, etnohistóricos y de la frontera como metáfora de la construcción de la Argentina.
Docente e investigador de las Universidades Nacionales de Buenos Aires, Salta, Río Cuarto y del Salvador. Profesor en actividades de posgrado en las universidades de Buenos Aires, Río Cuarto, Tres de Febrero y Católica Argentina. En el exterior dictó conferencias y seminarios en la New School for Social Research (New York) Universidad Autónoma de Occidente (Cali, Colombia), California Institute of Integral Studies, CIIS (San Francisco, California) y Universidad de Salamanca (España)
Fue autor de varios libros que son de referencia en la temática indígena: Nuestros paisanos los indios (vida historia y destino de las comunidades indígenas en la Argentina), cuya primera edición apareció en 1992, fue el primero, fruto de más de quince años de investigación. Investigó acerca de la cosmovisión indígena americana, la concepción de realidad que la sustenta y el chamanismo, en el marco de los procesos de reetnización y espiritualidad emergentes en América. 
Entre 1998 y 2011 fue miembro del Consejo Interamericano sobre Espiritualidad Indígena (Morelia, México).
En 2011 fue designado por la UNESCO como consultor por Argentina para su Atlas de las Culturas Hídricas en América Latina y el Caribe, en los marcos del  Programa Agua y Cultura, Programa Hidrológico Internacional para América Latina y el Caribe, Cofundador y Director de la Fundación desdeAmérica, una ONG de Buenos Aires (1994-2012) dedicada a promover el conocimiento de la sabiduría, el arte y la cosmovisión de los pueblos indígenas de la Argentina y América en su encuentro con los nuevos paradigmas emergentes en Occidente a través de la investigación, la docencia, la difusión y los programas de fortalecimiento de comunidades indígenas.
Profesor e Investigador de la Maestría y el Instituto en Diversidad Cultural de la Universidad Nacional de Tres de Febrero (UNTREF) donde también se desempeñó como coordinador de la carrera de Especialización en Estudios Indoamericanos. Miembro de TEFROS, Taller de Etnohistoria de la Frontera Sur (Universidad Nacional de Río Cuarto).  
Creador y director del proyecto ElOrejiverde, que incluye un Diario de los Pueblos Indígenas y un Portal (julio de 2015) así como un programa de radio (junio de 2014)
Su estrecha vinculación con el mundo indígena lo involucró desde un compromiso más personal, siendo integrante de la comunidad günün ä küna mapuche Vicente Catrunao Pincén]
Falleció en Buenos Aires el 29 de mayo de 2018.

## Obras

### Libros
- Nuestros paisanos los indios (1992).
- Los hijos de la tierra (1998).
- Mapuches del Neuquén (2001, coautor).
- Diseños indígenas en el arte textil de Santiago del Estero (2002, coautor).
- El lenguaje de los dioses (2004, coautor).
- De manera sagrada y en celebración (2010).
- La Argentina de los caciques (2012).
- Inventario de Deidades Indígenas de América (2013, coautor)
- Toda la tierra es una sola alma (2014)
- Breve historia de los pueblos originarios en la Argentina (2014)

### Colecciones
- Leyendas, mitos, cuentos y otros relatos indígenas (2002-2008, Longseller, asesor antropológico).
- DesdeAmérica (ensayos antropológicos, 2008-2012, Editorial Biblos/ Fundación desdeAmérica, director)

## Videos
- Indígenas de la Argentina (2003, coautor).